# 帕里伊夫卡 (波格列比謝區)
49°20′27″N 29°10′36″E / 49.34083°N 29.17667°E
帕里伊夫卡（烏克蘭語：Паріївка），是烏克蘭的村落，位於該國西南部文尼察州，由文尼察區負責管轄，面積0.79平方公里，海拔高度297米，2001年人口157，人口密度每平方公里198.73人。